# آیه نفر
آیه نَفْر آیه ۱۲۲ سوره توبه است که عده‌ای از مؤمنان را از جهاد منع کرده و به علم‌آموزی و تبلیغ دین دعوت می‌کند. برخی از مفسران و فقیهان این آیه را از دلایل حجیت خبر واحد و حجیت فتوای مجتهد و واجب بودن تحصیل برای اجتهاد و جواز تقلید دانسته‌اند.

## متن و ترجمه
وَمَا کانَ الْمُؤْمِنُونَ لِینفِرُوا کافَّةً ۚ فَلَوْلَا نَفَرَ مِن کلِّ فِرْقَةٍ مِّنْهُمْ طَائِفَةٌ لِّیتَفَقَّهُوا فِی الدِّینِ وَلِینذِرُوا قَوْمَهُمْ إِذَا رَجَعُوا إِلَیهِمْ لَعَلَّهُمْ یحْذَرُونَ ﴿۱۲۲﴾ و شایسته نیست مؤمنان همگی (به سوی میدان جهاد) کوچ کنند، چرا از هر گروهی از آنان، طایفه‌ای کوچ نمی‌کند (تا طایفه‌ای در مدینه بماند)، که در دین (و معارف و احکام اسلام) آگاهی یابند و به هنگام بازگشت به سوی قوم خود، آنها را بیم دهند؟! شاید (از مخالفت فرمان پروردگار) بترسند، و خودداری کنند.

## شأن نزول
در شأن نزول این آیه آمده‌است هنگامی که پیامبر اسلام به سوی میدان جهاد حرکت می‌کرد، همه مسلمانان به استثنای منافقان و معذوران به‌همراه او به میدان جهاد حرکت می‌کردند، پس از آنکه آیاتی در مذمت منافقان نازل شد و متخلفان غزوه تبوک را مورد سرزنش قرار داد، مؤمنان با جدیت بیشتری در میدان‌های جهاد حاضر می‌شدند، حتی در جنگ‌هایی که خود پیامبر شرکت نمی‌کرد همه مؤمنان به جهاد می‌رفتند و پیامبر را تنها می‌گذاشتند، این آیه نازل شد و اعلام کرد که در غیر ضرورت، شایسته نیست همه مسلمانان به‌سوی میدان جنگ بروند بلکه گروهی در مدینه بمانند، و معارف و احکام اسلام را از پیامبر بیاموزند، و به دوستان مجاهدشان پس از بازگشت تعلیم دهند.

## تفسیر
علامه طباطبایی معتقد است از آیه نفر به دست می‌آید که منظور از تفقه در دین، فهمیدن همه معارف دینی (اصول و فروع) است نه فقط احکام عملی (فقه اصطلاحی). او استدلال می‌کند که از عبارت «ولینذروا قومهم: و قوم خود را انذار کنند» به دست می‌آید که انذار با بیان فقه اصطلاحی، صورت نمی‌گیرد، بلکه احتیاج به بیان اصول عقاید و دیگر معارف دارد. همچنین به گفته علامه طباطبایی از این آیه به دست می‌آید که وظیفه کوچ کردن برای جهاد، از طلبه علوم‌دینی برداشته شده‌است. برخی نیز از این آیه برداشت کرده‌اند که اسلام به علم‌آموزی اهمیت می‌دهد زیرا آیه عده‌ای را از جهاد منع می‌کند تا به فراگیری دانش بپردازند.

### استدلال برای جواز تقلید
برخی از مفسران و فقیهان، دربارهٔ جایز بودن تقلید به این آیه استناد کرده‌اند. به نظر آنان آیه نفر، که بر ضرورت سفر برای تفقّه در امر دین دلالت دارد، از دلایل قرآنی تقلید غیرعالمان از فقیهان و عالمان است. آنان معتقدند که فراگیری تعلیمات اسلام و رساندن آن به دیگران در مسائل فروع دین و لزوم پیروی از آنها، همان تقلید است.

### استدلال به اثبات خبر واحد
برخی نیز با استناد به آیه ۱۲۲ سوره توبه قبول خبر واحد را اثبات می‌کنند. برخی هم با این آیه قبول قول مسئله‌گویان دینی را اثبات می‌کنند.